# Daron Malakian and Scars on Broadway
Daron Malakian and Scars on Broadway (в переводе с англ. — «Дарон Малакян и Шрамы на Бродвее») (ранее известные как Scars on Broadway, сокр. «Scars» или SoB) — проект гитариста группы System of a Down Дарона Малакяна и барабанщика Джона Долмаяна. Одноименный дебютный альбом вышел 29 июля 2008 года, после чего группа дала тур по Европе в его поддержку. Scars on Broadway, как и сольный проект Сержа Танкяна, сразу после своего появления стали причиной большого количества споров и слухов о распаде System of a Down.
В конце 2008 года группа взяла перерыв, и Малакян назвал отсутствие энтузиазма и «нежелание гастролировать» основными причинами остановки группы. Несмотря на реформирование с различными изменениями в составе в 2010 и 2012 годах и анонс второго альбома, к 2013 году группа прекратила любые дальнейшие анонсы. В апреле 2018 года Малакян анонсировал второй альбом группы под названием Dictator, который был выпущен в июле 2018 года.

## История

### Ранние предпосылки (2003)
В 2003 году Дарон Малакян (гитара и вокал), Грег Келсо (ритм-гитара), Кейси Хаос (вокал) и Зак Хилл (ударные) выпустили демозапись «Ghetto Blaster Rehearsals», используя Scars on Broadway в качестве названия группы. Позже этот материал лёг в основу сингла System of a Down «B.Y.O.B.», за который группа получила Грэмми. В 2007 году на сайте Scars on Broadway появилось официальное заявление, гласившее, что эти записи никаким образом не связаны с нынешним проектом Малакяна.

### Одноименный дебютный альбом (2005–2008)
После того, как System of a Down официально объявили об уходе в творческий отпуск, Малакян анонсировал свой новый проект — Scars on Broadway. Первоначально предполагалось, что в состав группы войдёт басист System of a Down Шаво Одаджян, однако в итоге членом группы стал другой участник группы — барабанщик Джон Долмаян. После девяти месяцев репетиций и сессионных записей в 2007-2008 годах, в концертный состав группы также вошли: Дэнни Шамоун (клавишные), Доминик Чифарелли (бас-гитара) и Фрэнки Перес (гитара и бэк-вокал).
28 марта 2008 года завершился обратный отсчёт таймера на официальном сайте группы, после чего для свободного скачивания временно стала доступна песня «They Say».
Scars on Broadway отыграли свой первый концерт 11 апреля 2008 года в Whisky A Go Go в Лос-Анджелесе. Они также подтвердили, что будут играть вместе с Metallica на KFMA Day 2008 в Тусоне, штат Аризона. Ранее, 22 января, было объявлено, что группа отыграет концерт на Coachella Valley Music and Arts Festival 26 апреля. 17 мая того же года SoB отыграли на шестнадцатой ежегодной KROQ Weenie Roast.
2 мая того же года группа сообщила на своем официальном сайте, что дебютный альбом будет выпущен 27 и 28 июля. Альбом получил одобрение журнала Kerrang! и редкую оценку '5 K'. 28 июля группа дала в Лос-Анджелесе большой концерт в честь выхода альбома.

### Распад, отпуски и реформация (2008–2018)
24 февраля 2009 года Доминик Чифарелли объявил в интервью, что группа распалась. Анонсированный тур был полностью отменён. В августе того же года группа отправилась в Ирак, где дала несколько концертов перед американскими военными с сетом, состоявшим из каверов и песен Малакяна. В качестве вокалиста выступил Фрэнки Перес, которого, по его словам, «благословил на это Малакян». Сам Дарон участия в концертах не принял. А 13 и 16 сентября Фрэнки Перес написал в своем блоге: 13/09/2009: «Going into the studio with Malakian tomorrow!» 16/09/2009: «The track turned out amazing. Daron and I had a great time in the studio.»
13 апреля 2010 года группа сообщила, что 2 мая состоится её живое выступление в полном составе. На концерте в клубе Troubadour была представлена новая песня «Talkin' Shit». Басист System of a Down Шаво Одаджян исполнил вместе со Scars две песни («Cute Machines» и «They Say») в качестве третьего гитариста. Впервые с 2004 года Малакян предстал перед публикой с гитарой Ibanez Iceman.
29 июля того же года на сайте armageddoncomealive.com  (недоступная ссылка с 02-09-2013 [4340 дней] — история, копия) стала доступна для бесплатного скачивания новая песня группы — «Fucking». Новый сингл впервые был исполнен живьём 20 августа в клубе Avalon, в Лос-Анджелесе. Первые 500 посетителей получили в подарок виниловую копию сингла, а первые 20 из них получили подписанную копию. Кроме того, Scars on Broadway представили публике несколько измененную версию «Talkin' Shit», а также сыграли кавер-версию песни группы Skinny Puppy «Assimilate». Шаво Одаджян вновь присоединился к группе для исполнения «Cute Machines» и «They Say», а Малакян на этот раз выступил с гитарой Gibson Flying V. Концерт был снят на видео фотографом Грегом Ватерманном, в одиночку смонтировавшим из отснятого на репетиции и во время выступления материала клип на песню «Fucking». Премьера видео состоялась на YouTube 13 марта 2011 г.
В связи с воссоединением System of a Down 29 ноября 2010 года теперь уже Scars on Broadway отправились в творческий отпуск. 11 января 2012 года было объявлено, что Дарон Малакян в одиночку записывает материал для второго альбома группы и планирует выпустить его летом того же года. А через месяц вновь заработал официальный сайт группы, где был опубликован фрагмент новой песни «Guns Are Loaded», а также сообщалось о грядущих релизах EP и нового альбома без указания конкретных дат. 16 августа Джон Долмаян объявил, что больше не является участником группы.
22 сентября 2012 состоялся первый с 2010 года концерт — выступление на фестивале «Epicenter», где были представлены четыре новые песни: «Guns Are Loaded», «Dictator», «Fuck 'n' Kill» и «Sickening Wars», и новый барабанщик Жюль Пампена. Кроме того, выяснилось, что с этого момента Scars on Broadway являются квартетом: Фрэнки Перес покинул группу, и партии бэк-вокала теперь исполняет Доминик Чифарелли. Осенью того же года состоялся большой совместный североамериканский тур Scars on Broadway и Deftones.

### Dictator (с 2018)
23 апреля 2018 года Scars on Broadway выпускает первую за последние 8 лет песню «Lives», а затем, 20 июля, и альбом «Dictator». В альбом вошли некоторые треки, записанные вскоре после выхода дебютного альбома, но так и не были выпущены, так как Малакян планировал оставить их для нового альбома System of a Down. Позже стало ясно, что у SOAD не получится записать новый альбом, из-за чего Дарон решил включить эти треки в свой новый сольный альбом. Также, в интервью Дарон Малакян сказал, что в скором времени начнет работу над новым, третьим сольным альбомом, для которого уже накопилось достаточно материала.

### Addicted To The Violence (2025)
18 июля 2025 года был выпущен третий альбом под названием Addicted To The Violence.

## Стиль группы
Стиль во многом напоминает System of a Down, а с учётом того, что все тексты песен пишет вокалист группы, Дарон Малакян, их песни сохранили политический мотив. В частности, в композициях «Exploding/Reloading» и «3005» упоминается геноцид армян. Мощные звуковые посылы с буквально „тараторящим“ вокалом Дарона на резких интервалах противостоят мягким мелодичным моментам, обрамлённым лирическими и певучими вокальными партиями, напоминающими напевы народной армянской музыки. Партии ударных инструментов по-прежнему техничны и разнообразны, а использование в отдельных композициях там-тамов и бонго придаёт альтернативному звучанию группы этнический колорит. Впрочем, национальные мотивы в творчестве Scars on Broadway выражаются значительно более сдержанно, чем в музыке System of a Down.
Второй альбом, «Dictator», стал более тяжёлым и похожим на звучание System of a Down.
Третий альбом «Addicted To The Violence» также включает в себе музыкальные приемы Малакяна, которые он использовал при написании музыки для System of a Down.

## Состав группы
- Дарон Малакян — вокал, гитара, ударные, клавишные, бас-гитара

Бывшие участники 
- Джон Долмаян — ударные (2006 - 2012)
- Фрэнки Перес — гитара, бэк-вокал (2006 - 2012)
- Дэнни Шамоун — клавишные (2008–2013)
- Доминик Чифарелли — бас-гитара, бэк-вокал (2008–2013)
- Жюль Пампена — ударные (2012–2013)

## Дискография
| Год  | Название                 | Лейбл            |
| ---- | ------------------------ | ---------------- |
| 2008 | Scars on Broadway        | Interscope       |
| 2018 | Dictator                 | Scarred for Life |
| 2025 | Addicted to the Violence | Scarred for Life |

| Год  | Название песни  | Альбом            |
| ---- | --------------- | ----------------- |
| 2008 | They Say        | Scars on Broadway |
| 2008 | World Long Gone | Scars on Broadway |
| 2010 | Fucking         | Неальбомный сингл |
| 2018 | Lives           | Dictator          |
| 2018 | Dictator        | Dictator          |
| 2018 | Guns Are Loaded | Dictator          |

Мини-альбомы
| Название          | Детали альбома |
| ----------------- | --- |
| War For Religion  | - Дата выпуска: 1 октября 2024 - на 12" 4 октября 2024 - на стримингах - Лейбл: Scarred for Life - Формат: 12" (Как бонус-трек на SOB), Цифровое скачивание музыки (как мини-альбом) |
| Fucking / Shotgun | - Released: 1 октября 2024 - на 7" 4 декабря 2024 - на стримингах - Label: Scarred for Life - Format: 7", Цифровое скачивание музыки                                                 |

## Видеография
| Год  | Название        |
| ---- | --------------- |
| 2008 | They Say        |
| 2009 | World Long Gone |
| 2011 | Fucking         |
| 2018 | Lives           |
| 2019 | Guns Are Loaded |
| 2019 | Angry Guru      |